# Павло Полуботок (фільм)
«Павло Полуботок» — радянський телефільм 1991 року, знятий режисером Федором Стригуном на студії «Укртелефільм».

## Сюжет
За п'єсою «Павло Полуботок» (Кость Буревій) про трагічний період історії України, який настав після того, як гетьман І. Мазепа розпочав боротьбу проти колоніальної політики Москви. Гетьман Полуботок також хотів побачити Україну самостійною державою. Він на очах Петра I помирає у в'язниці, але не зрікається своїх поглядів.

## У ролях
- Федір Стригун — головна роль
- Богдан Козак — головна роль
- Таїсія Литвиненко — роль другого плану

## Знімальна група
- Режисер — Федір Стригун
- Сценарист — Віктор Рабочек
- Оператор — Михайло Курдус
- Художник — Володимир Форомський